# Lista de membros da Royal Society eleitos em 1922
Esta página lista Membros da Royal Society eleitos em 1921.

## Fellows
- Thomas Hastie Bryce
- Sir Charles Galton Darwin
- Stewart Ranken Douglas
- Claude Gordon Douglas
- Alfred James Ewart
- Arthur Hutchinson
- Frederick Lanchester
- James Mercer
- Samuel Milner
- Marcus Seymour Pembrey
- Frank Lee Pyman
- George Adolphus Schott
- Nevil Sidgwick
- David Meredith Seares Watson
- Sir Alfred Yarrow